# (2463) Sterpin
(2463) Sterpin (1934 FF) – planetoida z pasa głównego asteroid okrążająca Słońce w ciągu 4,2 lat w średniej odległości 2,6 au. Odkryta 10 marca 1934 roku.